# تام ورچو
تام ویرتو (انگلیسی: Tom Virtue؛ زادهٔ ۱۹ نوامبر ۱۹۵۷) یک بازیگر سینما اهل ایالات متحده آمریکا است. وی از سال ۱۹۸۲ میلادی تاکنون مشغول فعالیت بوده‌است.
از جمله کارهای معروف او می‌توان به بازی در فیلم تکس و جورج فورمن بزرگ اشاره کرد.